# Mocro Maffia (Fernsehserie)
Mocro Maffia ist eine niederländische Krimi-Dramaserie des Streaminganbieters Videoland (Tochtergesellschaft von RTL Nederland), die erstmals am 11. Oktober 2018 veröffentlicht wurde. Sie basiert auf dem gleichnamigen Buch der Journalisten und Autoren Wouter Laumans und Marijn Schrijver sowie auf wahren Begebenheiten der organisierten Drogenkriminalität in den Niederlanden und Belgien, welche unter dem Namen Mocro Maffia bekannt ist.
Die deutschsprachige Erstveröffentlichung erfolgte am 26. November 2019 bei Joyn.
Es gibt mittlerweile sechs Staffeln.(Stand Oktober 2023)

## Handlung
Die Serie handelt von den Bandenkriegen in der niederländischen Hauptstadt Amsterdam. Romano, Potlood und Jaouad sind beste Freunde und betreiben einen gemeinsamen, wirtschaftlich gut laufenden Kokainhandel. Als sich Jaouad nach einer Auseinandersetzung selbstständig macht, kommt es jedoch zu einem großen Konflikt zwischen Romano und ihm. Jaouad versucht, eine Drogenladung abzufangen, die per Schiff in Rotterdam ankommt und eigentlich für Romano bestimmt ist. Als Romanos Leute den Verrätern Angst machen sollen, tun sie dies mit einem Maschinengewehr und Molotowcocktails. Dabei sterben zwei Mitglieder der Jaouad-Bande. Jaouad schwört Rache und der Bandenkrieg beginnt. Beide Parteien tun nun alles, um ihr Geschäft zu retten, was zu Morden, Verschwörungen und Verrat führt. Es gerät noch mehr außer Kontrolle, als Jaouad die Verlobte und das Baby von Potlood tötet.
Der Schriftsteller Rein de Waard, der seine todkranke Frau pflegt, ist durch einen Bestseller zum Experten in Sachen Drogenkriminalität geworden und arbeitet nun zusammen mit dem Journalisten Matthijs Harderwijk an einem neuen Buch über die aktuelle Situation.

## Besetzung und Synchronisation
Die deutsche Synchronisation entsteht unter der Dialogregie von Leonhard Mahlich und dem Dialogbuch von Hans-Achim Günther bei der Arena Synchron GmbH in Berlin.
Hauptbesetzung
| Rolle                            | Schauspieler/in  | Synchronsprecher/in | Staffeln |
| -------------------------------- | ---------------- | ------------------- | -------- |
| Jaouad „De Paus“ Ancharad        | Achmed Akkabi    | Tommy Morgenstern   | 1–5      |
| Romano „Spook van Oost“ Tevreden | Mandela Wee Wee  | Jan-David Rönfeldt  | 1–4      |
| Rinus „Tatta“ Massing            | Robert de Hoog   | Max Felder          | 1–       |
| Youssef „Maus“ Taheri            | Oussama Ahammoud | Kaze Uzumaki        | 1–2,6    |
| Gauki 'Potlood'                  | Nasrdin Dchar    | –                   | 1–5      |
| Rein de Waard                    | Daan Schuurmans  | –                   | 1–2      |

Nebenbesetzung
| Rolle                 | Schauspieler/in    | Synchronsprecher/in | Staffeln |
| --------------------- | ------------------ | ------------------- | -------- |
| Mo 'De Show' Kaddouri | Bilal Wahib        | Sebastian Fitzner   | 1–3      |
| Matthijs Harderwijk   | Jim Deddes         | Konrad Bösherz      | 1–2      |
| Sanne                 | Anniek Pheifer     | –                   | 1        |
| Elias Taheri          | Achraf Koutet      | –                   | 1,3      |
| Nadira Taheri         | Nora El Koussour   | –                   | 1–3      |
| Gladder               | Mamoun Elyounoussi | –                   | 1–2      |
| Jeje                  | Anass Yajjou       | –                   | 1–       |
| Stille                | Sevn Alias         | –                   | 1–2      |
| Edith Roodschild      | Malou Gorter       | –                   | 1,3      |
| Belg                  | Adnan El Yazidi    | –                   | 1        |
| Taxi                  | Iliass Ojja        | –                   | 1–       |
| Taliban               | Aziz Akazim        | –                   | 1–3      |

## Episodenliste

### Staffel 1
Die Erstveröffentlichung der ersten Staffel fand am 11. Oktober 2018 auf Videoland statt. Die deutschsprachige Erstveröffentlichung erfolgte am 26. November 2019 bei Joyn.
| Nr. (ges.) | Nr. (St.) | Deutscher Titel  | Originaltitel | Erstveröffentlichung (Niederlande) | Deutschsprachige Erstveröffentlichung (Deutschland) |
| ---------- | --------- | ---------------- | ------------- | ---------------------------------- | --------------------------------------------------- |
| 1          | 1         | Kriegserklärung  | Aflevering 1  | 11. Okt. 2018                      | 26. Nov. 2019                                       |
| 2          | 2         | Kopfgeld         | Aflevering 2  | 11. Okt. 2018                      | 26. Nov. 2019                                       |
| 3          | 3         | Eifersucht       | Aflevering 3  | 11. Okt. 2018                      | 26. Nov. 2019                                       |
| 4          | 4         | Feinde           | Aflevering 4  | 11. Okt. 2018                      | 26. Nov. 2019                                       |
| 5          | 5         | Waffenstillstand | Aflevering 5  | 11. Okt. 2018                      | 26. Nov. 2019                                       |
| 6          | 6         | Abschied         | Aflevering 6  | 11. Okt. 2018                      | 26. Nov. 2019                                       |
| 7          | 7         | Entführung       | Aflevering 7  | 11. Okt. 2018                      | 26. Nov. 2019                                       |
| 8          | 8         | Auge um Auge     | Aflevering 8  | 11. Okt. 2018                      | 26. Nov. 2019                                       |

### Staffel 2
Die zweite Staffel wurde ab dem 20. März 2020 täglich mit einer neuen Folge auf Videoland veröffentlicht. Die deutschsprachige Erstveröffentlichung fand ab dem 26. November 2020 durch Joyns kostenpflichtigen Subscription-Video-on-Demand-Angebot Joyn Plus+ statt.
| Nr. (ges.) | Nr. (St.) | Deutscher Titel   | Originaltitel     | Erstveröffentlichung (Niederlande) | Deutschsprachige Erstveröffentlichung (Deutschland) |
| ---------- | --------- | ----------------- | ----------------- | ---------------------------------- | --------------------------------------------------- |
| 9          | 1         | Unter Druck       | Paraat            | 20. März 2020                      | 26. Nov. 2020                                       |
| 10         | 2         | Adrenalin         | XPurmerend19      | 21. März 2020                      | –                                                   |
| 11         | 3         | Gegenschlag       | Welke kk zwemles  | 22. März 2020                      | –                                                   |
| 12         | 4         | Systemfehler      | Calabria Dinnemok | 23. März 2020                      | –                                                   |
| 13         | 5         | Neue Connections  | Ewa Maghrebi      | 24. März 2020                      | –                                                   |
| 14         | 6         | Offene Rechnungen | Jagen             | 25. März 2020                      | –                                                   |
| 15         | 7         | Hinrichtung       | Komt goed         | 26. März 2020                      | –                                                   |

### Staffel 3
Die dritte Staffel wurde bislang nur bei dem niederländischen Streaminganbieter Videoland ausgestrahlt.
| Nr. (ges.) | Nr. (St.) | Deutscher Titel                  | Originaltitel                 | Erstveröffentlichung (Niederlande) | Deutschsprachige Erstveröffentlichung (Deutschland) |
| ---------- | --------- | -------------------------------- | ----------------------------- | ---------------------------------- | --------------------------------------------------- |
| 16         | 1         | Zakaria                          | Zakaria                       | 29. Jan. 2021                      | –                                                   |
| 17         | 2         | Nicht meine Baustelle, Freunde   | Niet mijn winkel, vriend      | 29. Jan. 2021                      | –                                                   |
| 18         | 3         | Made in Holland                  | Made in Holland               | 5. Feb. 2021                       | –                                                   |
| 19         | 4         | Saïd Aouita                      | Saïd Aouita                   | 12. Feb. 2021                      | –                                                   |
| 20         | 5         | Potlood! Hey, Potlood!           | Potlood! Yeee Potlood!!       | 19. Feb. 2021                      | –                                                   |
| 21         | 6         | Kennst du Sacré-Coeur?           | You Know Sacre Coeur?         | 26. Feb. 2021                      | –                                                   |
| 22         | 7         | Ich schwör's, ich hab was gesagt | Wollah meh ik heb iets gezegd | 5. März 2021                       | –                                                   |
| 23         | 8         | Oder, Joey?                      | Toch, Joey?                   | 12. März 2021                      | –                                                   |

### Staffel 4
Die vierte Staffel wurde bei dem niederländischen Streaminganbieter Videoland ausgestrahlt und ist seit dem 30. April 2025 auf RTL+ zu sehen.
| Nr. (ges.) | Nr. (St.) | Deutscher Titel | Originaltitel                   | Erstveröffentlichung (Niederlande) | Deutschsprachige Erstveröffentlichung (Deutschland) |
| ---------- | --------- | --------------- | ------------------------------- | ---------------------------------- | --------------------------------------------------- |
| 24         | 1         | –               | Die Abramovich money is gek he  | 28. Jan. 2022                      | –                                                   |
| 25         | 2         | –               | Bloed pissen                    | 4. Feb. 2022                       | –                                                   |
| 26         | 3         | –               | Was je op kk excursie of zo?    | 11. Feb. 2022                      | –                                                   |
| 27         | 4         | –               | Ich spreche met haar, A. Hitler | 18. Feb. 2022                      | –                                                   |
| 28         | 5         | –               | Wie is zijn neef?               | 25. Feb. 2022                      | –                                                   |
| 29         | 6         | –               | Hoe dom zijn jullie eigenlijk?  | 4. März 2022                       | –                                                   |
| 30         | 7         | –               | We zijn geen snitches           | 11. März 2022                      | –                                                   |
| 31         | 8         | –               | You are never safe              | 18. März 2022                      | –                                                   |

### Staffel 5
Die fünfte Staffel wurde bislang nur bei dem niederländischen Streaminganbieter Videoland ausgestrahlt.
| Nr. (ges.) | Nr. (St.) | Deutscher Titel | Originaltitel                     | Erstveröffentlichung (Niederlande) | Deutschsprachige Erstveröffentlichung (Deutschland) |
| ---------- | --------- | --------------- | --------------------------------- | ---------------------------------- | --------------------------------------------------- |
| 32         | 1         | –               | Staatsvijand Yek?!                | 2. Juni 2023                       | –                                                   |
| 33         | 2         | –               | De Koning Is Dood, Leve De Koning | 9. Juni 2023                       | –                                                   |
| 34         | 3         | –               | Just Thieves And Assassini        | 16. Juni 2023                      | –                                                   |
| 35         | 4         | –               | De Nood Die De Wet Breekt         | 23. Juni 2023                      | –                                                   |
| 36         | 5         | –               | Sing Like Pavarotti               | 30. Juni 2023                      | –                                                   |
| 37         | 6         | –               | Schoenen Uit!                     | 7. Juli 2023                       | –                                                   |
| 38         | 7         | –               | Je Praat Teveel                   | 14. Juli 2023                      | –                                                   |

## Ergänzendes

### Ähnlichkeiten zur realen Mocro Maffia
Während im Buch die Charaktere der realen Mocro Maffia namentlich korrekt benannt sind, tragen die Figuren in der Serie andere Namen. Zwar wird mit einer Einblendung darauf hingewiesen, dass Personen und Ereignisse frei erfunden seien, tatsächlich jedoch gibt es in der Serie Ähnlichkeiten zu den realen Geschehnissen, wie auch die Figuren an reale Personen angelehnt sind. So entspräche Romano Tevreden, dargestellt durch Mandela Wee Wee dem Bandenführer Gwenette Martha; Jaouad „De Paus“, dargestellt von Achmed Akkabi soll Benaouf Adaoui verkörpern; Nasrdin Dchar spielt Gauki 'Potlood', der für den realen Houssine Ait Soussan stehen könnte. Tatta, hier dargestellt durch Robert de Hoog, entspräche dem Kriminellen Chris Bouman; Oussama Ahammoud spielt Youssef „Maus“ Taheri, welcher Rida Bennajem entsprechen soll; Das Autorenpaar Rein de Waar (Daan Schuurmans) und Matthijs Harderwijk (Jim Deddes) verkörpern in der Serie, wenn auch nur vage angelehnt, den Buchautor Wouter Laumans und den Blogger Martin Kok.

### Ähnliche Fernsehserien
Der Inhalt der niederländischen Kriminalfernsehserie Penoza (2010–2017) kreist ebenfalls um die Themen des bandenmäßigen Drogenschmuggels via Containerhäfen und die tödliche Gewalt, die damit verbunden ist. Die handelnden Personen dieser rein fiktiven Serie haben hier aber einen vorwiegend nicht-migrantischen Hintergrund. Die erfolgreiche Serie umfasst ebenfalls mehrere Staffeln, wurde aber nie für den deutschsprachigen Markt erschlossen.     